# 李·弗雷克林頓
李·弗雷克林頓（英語：Lee Frecklington；1985年9月8日—）是一位英格兰足球運動員。在場上的位置是中場。他現在效力於英格蘭足球冠軍聯賽球隊羅瑟漢姆足球俱樂部。他在2013年轉會羅瑟漢姆。